# Кушнир, Владимир Николаевич
Влади́мир Никола́евич Кушни́р (1 января 1942, Галузинцы — 4 января 2015, Санкт-Петербург) — советский, украинский и российский тренер по боксу. Работал тренером в сборных командах Киева, Украинской ССР, СССР, подготовил ряд титулованных боксёров, в том числе его воспитанником является чемпион Европы Виталий Качановский. Заслуженный тренер Украинской ССР (1983). Также известен как менеджер и промоутер профессионального бокса Санкт-Петербурга.

## Биография
Владимир Кушнир родился 1 января 1942 года в селе Галузинцы Деражнянского района Хмельницкой области Украинской ССР. Активно заниматься спортом начал в возрасте десяти лет, проходил подготовку в добровольном спортивном обществе «Трудовые резервы» под руководством заслуженного тренера РСФСР Юрия Владимировича Баканова.
Как боксёр становился победителем Спартакиады и первенства центрального совета «Трудовых резервов». Выполнил норматив мастера спорта СССР, однако из-за травмы плеча вынужден был рано завершить спортивную карьеру — всего провёл на ринге 87 боёв.
В 1962 году окончил Ленинградский техникум физической культуры и спорта.
Работал тренером в сборной команде Киева по боксу, сборных командах Украины (1969—1989) и СССР (1978—1980, 1982—1986), в частности готовил советскую сборную к домашним Олимпийским играм в Москве. За долгие годы тренерской работы воспитал плеяду титулованных боксёров, добившихся успеха на международной арене, в том числе 20 мастеров спорта и 5 мастеров спорта международного класса. Один из самых известных его воспитанников — заслуженный мастер спорта Виталий Качановский, чемпион Европы, обладатель Кубка мира, серебряный и бронзовый призёр советских национальных первенств. Также в разное время его учениками были такие известные боксёры как Владислав Антонов, Андрей Шкаликов, Андрей Пестряев, Николай Талалакин, Андрей Богданов, Валерий Брудов, Михаил Насыров, Валерий Вихор и др. За выдающиеся достижения на тренерском поприще в 1983 году удостоен почётного звания «Заслуженный тренер Украинской ССР».
Во время Перестройки Кушнир стал одним из организаторов индустрии профессионального бокса в СССР, с 1989 года занимался организацией профессиональных боёв на Украине, в период 1990—1994 годов внёс существенный вклад в развитие профессионального бокса в Латвии. С 1995 года постоянно жил и работал в Санкт-Петербурге — основал в городе собственный боксёрский клуб «Петро-боксинг», где одновременно исполнял роли тренера, менеджера и промоутера. Работал в промоутерских компаниях «Профи» и «Джеб», вёл работу в Федерации профессионального бокса России.
Является одним из героев документального романа Константина Осипова «Красные гладиаторы».
Умер 4 января 2015 года в Санкт-Петербурге в возрасте 73 лет.